# Nati nel 1924/Ottobre
| Questa pagina contiene informazioni ricavate automaticamente dalle voci biografiche con l'ausilio del template Bio e di un bot. L'aggiornamento è periodico e automatico e ricostruisce completamente la pagina. Se manca una persona in questa lista, sei pregato di non aggiungerla, ma accertati piuttosto che la sua voce biografica contenga il template Bio e che i dati anagrafici siano correttamente compilati. Se il template Bio manca, inseriscilo tu stesso o, in alternativa, metti l'avviso {{tmp\|Bio}} che ne segnala la mancanza. Se i dati riportati sono sbagliati, correggi direttamente la voce biografica; le modifiche saranno visibili in questa lista entro pochi giorni. Per chiarimenti vedi il progetto biografie. La lista contiene solo le 184 persone che sono citate nell'enciclopedia e per le quali è stato implementato correttamente il template Bio. Pagina aggiornata al 2 ago 2025. |

- 1º ottobre - Jimmy Carter, politico e filantropo statunitense († 2024)
- 1º ottobre - Antonio Nuciari, calciatore italiano († 2019)
- 1º ottobre - Nobuko Otowa, attrice giapponese († 1994)
- 1º ottobre - William Rehnquist, giurista statunitense († 2005)
- 1º ottobre - Robert Van Kerckhoven, calciatore belga († 2017)
- 1º ottobre - Eugen Wellish, calciatore ungherese († 2005)
- 2 ottobre - Roberto Fiore, imprenditore e dirigente sportivo italiano († 2017)
- 2 ottobre - Lucia Ottobrini, partigiana italiana († 2015)
- 2 ottobre - Hannah Semer, giornalista israeliana († 2003)
- 2 ottobre - Gilbert Simondon, filosofo francese († 1989)
- 2 ottobre - Tapan Sinha, regista indiano († 2009)
- 3 ottobre - Franco Cristaldi, sceneggiatore e produttore cinematografico italiano († 1992)
- 3 ottobre - Frank Dancewicz, giocatore di football americano statunitense († 1985)
- 3 ottobre - Stefano Jacomuzzi, scrittore e critico letterario italiano († 1996)
- 3 ottobre - Harvey Kurtzman, fumettista statunitense († 1993)
- 3 ottobre - Knut Sørensen, calciatore norvegese († 2009)
- 3 ottobre - Arkadij Vorob'ëv, sollevatore e saggista sovietico († 2012)
- 4 ottobre - Maurice Karnaugh, informatico e ingegnere statunitense († 2022)
- 5 ottobre - José Donoso, scrittore e giornalista cileno († 1996)
- 5 ottobre - Olga Gyarmati, lunghista ungherese († 2013)
- 5 ottobre - Elda Lanza, giornalista, conduttrice televisiva e scrittrice italiana († 2019)
- 5 ottobre - Nello Lauredi, ciclista su strada italiano († 2001)
- 5 ottobre - Matteo Manuguerra, baritono francese († 1998)
- 5 ottobre - Franco Paludetti, fumettista e illustratore italiano († 2008)
- 5 ottobre - Kieron Moore, attore irlandese († 2007)
- 6 ottobre - Ennio Bonea, politico italiano († 2006)
- 6 ottobre - Carlo Castagnoli, fisico italiano († 2005)
- 6 ottobre - Francisco Villegas, allenatore di calcio e calciatore argentino († 1976)
- 7 ottobre - Max Massimino Garnier, sceneggiatore e regista italiano († 1985)
- 7 ottobre - Egmont Jenny, politico e giornalista italiano († 2010)
- 7 ottobre - Fridrich Marjutin, calciatore sovietico († 2010)
- 7 ottobre - Mimma Mondadori, editrice e mercante d'arte italiana († 1991)
- 7 ottobre - Enzo Morandini, trombettista italiano († 2007)
- 8 ottobre - Jack Ahearn, pilota motociclistico australiano († 2017)
- 8 ottobre - Giuseppe Alaimo, giornalista e scrittore italiano († 1993)
- 8 ottobre - Dionigio Borsari, calciatore italiano
- 8 ottobre - Alphons Egli, politico svizzero († 2016)
- 8 ottobre - Carlo Fayer, pittore e scultore italiano († 2012)
- 8 ottobre - Aloísio Lorscheider, cardinale e arcivescovo cattolico brasiliano († 2007)
- 8 ottobre - John Nelder, statistico britannico († 2010)
- 8 ottobre - Rasoul Raisi, sollevatore iraniano († 2015)
- 8 ottobre - Jack Simmons, giocatore di football americano statunitense († 1978)
- 9 ottobre - Carla Accardi, pittrice italiana († 2014)
- 9 ottobre - Luigi Filippo D'Amico, regista, sceneggiatore e scrittore italiano († 2007)
- 9 ottobre - Onio Della Porta, politico italiano († 1984)
- 9 ottobre - Guido Mantella, politico italiano († 2012)
- 9 ottobre - Arnie Risen, cestista statunitense († 2012)
- 9 ottobre - Paolo Schiavetti Arcangeli, partigiano italiano († 1944)
- 10 ottobre - Mary Berg, statunitense († 2013)
- 10 ottobre - Dante Pignatiello, giornalista italiano († 2000)
- 10 ottobre - Balbir Singh Sr., hockeista su prato indiano († 2020)
- 10 ottobre - György Takács, calciatore ungherese († 1994)
- 10 ottobre - Ludmilla Tchérina, ballerina, attrice e scrittrice francese († 2004)
- 10 ottobre - Ed Wood, regista, sceneggiatore e produttore cinematografico statunitense († 1978)
- 11 ottobre - Carlo Aliprandi, vescovo cattolico italiano († 2003)
- 11 ottobre - Sammy McCrory, calciatore nordirlandese († 2011)
- 11 ottobre - Rosario Romeo, storico e politico italiano († 1987)
- 11 ottobre - Mal Whitfield, mezzofondista e velocista statunitense († 2015)
- 12 ottobre - Tina Allori, cantante italiana († 1989)
- 12 ottobre - Augusto Ferreyros, cestista peruviano († 2007)
- 12 ottobre - Doris Grau, attrice e doppiatrice statunitense († 1995)
- 12 ottobre - Mario Micheli, calciatore italiano
- 12 ottobre - Adile Montanari, calciatore italiano († 2015)
- 12 ottobre - Jacques Perrier, cestista francese († 2015)
- 12 ottobre - Randy Stuart, attrice statunitense († 1996)
- 13 ottobre - Fausto Del Ponte, politico italiano († 2012)
- 13 ottobre - Giuseppe Fassino, politico italiano († 2012)
- 13 ottobre - Helmi Höhle, schermitrice tedesca († 2012)
- 13 ottobre - Roberto Eduardo Viola, generale e politico argentino († 1994)
- 14 ottobre - René Berton, ciclista su strada francese († 2006)
- 14 ottobre - Gunnel Linde, scrittrice e giornalista svedese († 2014)
- 14 ottobre - Mario Manfredi, driver italiano († 1961)
- 14 ottobre - Michel Mirowski, cardiologo polacco († 1990)
- 14 ottobre - Leo Sachs, biologo tedesco († 2013)
- 14 ottobre - Miroslav Škeřík, cestista cecoslovacco († 2013)
- 14 ottobre - Walter Suzzi, partigiano e antifascista italiano († 1944)
- 14 ottobre - Robert Webber, attore statunitense († 1989)
- 15 ottobre - Jack Cotton, cestista e allenatore di pallacanestro statunitense († 2016)
- 15 ottobre - Nigel Green, attore sudafricano († 1972)
- 15 ottobre - Mary Hesse, filosofa britannica († 2016)
- 15 ottobre - Lee Iacocca, manager statunitense († 2019)
- 15 ottobre - Mark Lenard, attore statunitense († 1996)
- 15 ottobre - Clorinda Menguzzato, partigiana italiana († 1944)
- 15 ottobre - José Quintero, regista panamense († 1999)
- 15 ottobre - Henry Sy, imprenditore cinese († 2019)
- 15 ottobre - Romeo Dalla Chiesa, funzionario italiano († 2006)
- 16 ottobre - Vittorio Buffoli, musicista e produttore discografico italiano († 2018)
- 16 ottobre - Mario Fioretti, direttore della fotografia italiano († 2008)
- 16 ottobre - Alan Hume, direttore della fotografia britannico († 2010)
- 16 ottobre - Florentino Zabalza Iturri, vescovo cattolico spagnolo († 2000)
- 17 ottobre - Don Coryell, allenatore di football americano statunitense († 2010)
- 17 ottobre - Giacomo Mari, calciatore italiano († 1991)
- 17 ottobre - Rolando Panerai, baritono e regista teatrale italiano († 2019)
- 17 ottobre - Muhammad Osman Said, politico libico († 2007)
- 17 ottobre - Ülo Sooster, artista estone († 1970)
- 18 ottobre - Liliana Cano, pittrice italiana († 2021)
- 18 ottobre - Armando Crispino, regista, sceneggiatore e critico cinematografico italiano († 2003)
- 18 ottobre - Juan José Gallo, cestista cileno († 2003)
- 18 ottobre - Georges Géret, attore francese († 1996)
- 18 ottobre - Gianna Jannoni, altista italiana
- 18 ottobre - Anna Manahan, attrice irlandese († 2009)
- 18 ottobre - Elio Onorato, calciatore italiano († 1998)
- 18 ottobre - Igino Rizzi, saltatore con gli sci italiano († 2015)
- 18 ottobre - Blake Williams, cestista statunitense († 2003)
- 19 ottobre - Franco Gallarotti, politico italiano († 2018)
- 19 ottobre - Howie Janotta, cestista statunitense († 2010)
- 19 ottobre - Mario Mencatelli, partigiano italiano († 1944)
- 19 ottobre - Sonia Micela, pittrice italiana († 1988)
- 19 ottobre - Lubomír Štrougal, politico cecoslovacco († 2023)
- 20 ottobre - Vincenzo Castellano, calciatore italiano († 1999)
- 20 ottobre - Friaça, calciatore brasiliano († 2009)
- 20 ottobre - Guido Fubini, avvocato e giurista italiano († 2010)
- 20 ottobre - Max van Gelder, pallanuotista olandese († 2019)
- 20 ottobre - Cataldo Grammatico, politico e poeta italiano († 2007)
- 20 ottobre - Roberto Sambonet, designer e pittore italiano († 1995)
- 20 ottobre - Dīmosthenīs Stampolīs, pallanuotista greco († 2009)
- 20 ottobre - Mária Kövi-Zalai, ginnasta ungherese († 2013)
- 21 ottobre - Henri-Gérard Augustine, allenatore di calcio e calciatore francese († 2014)
- 21 ottobre - Maria Bolognesi, mistica italiana († 1980)
- 21 ottobre - Luigi Casellato, attore italiano († 1981)
- 21 ottobre - Teruo Hayashi, karateka giapponese († 2004)
- 21 ottobre - Jean Lanher, linguista francese († 2018)
- 21 ottobre - Ed McIlvenny, calciatore scozzese († 1989)
- 21 ottobre - Julie Wilson, cantante e attrice statunitense († 2015)
- 22 ottobre - Annemarie in der Au, scrittrice, poetessa e giornalista tedesca († 1998)
- 22 ottobre - Alfredo Filippini, scultore, pittore e illustratore italiano († 2020)
- 22 ottobre - Bob Maes, politico belga
- 22 ottobre - Dimităr Petrov, regista bulgaro († 2018)
- 23 ottobre - Anouar Abdel-Malek, storico e sociologo egiziano († 2012)
- 23 ottobre - Krešimir Arapović, calciatore e allenatore di calcio jugoslavo († 1994)
- 23 ottobre - Clelia Sarnelli Cerqua, arabista e islamista italiana († 2009)
- 23 ottobre - Fritz Haller, architetto e designer svizzero († 2012)
- 23 ottobre - Bruno Maran, calciatore italiano
- 23 ottobre - Claude Netter, schermidore francese († 2007)
- 23 ottobre - Enrico Ranzanici, imprenditore e dirigente sportivo italiano († 2007)
- 24 ottobre - George Amick, pilota automobilistico statunitense († 1959)
- 24 ottobre - Sebastiano Pappalardo, imprenditore italiano († 2010)
- 24 ottobre - Fuat Sezgin, orientalista turco († 2018)
- 24 ottobre - Ildebrando Vivanti, partigiano italiano († 1944)
- 25 ottobre - Angelo Armella, politico italiano († 2003)
- 25 ottobre - Billy Barty, attore statunitense († 2000)
- 25 ottobre - Abraham Cohen, schermidore statunitense († 2016)
- 25 ottobre - Danny Daniels, coreografo, danzatore e attore statunitense († 2017)
- 25 ottobre - Raoul Grassilli, attore italiano († 2010)
- 25 ottobre - Viktor Petrovič Makeev, ingegnere e militare sovietico († 1985)
- 25 ottobre - Spartaco Marziani, politico italiano († 2007)
- 25 ottobre - Ugo Sacerdote, partigiano e ingegnere italiano († 2016)
- 25 ottobre - Carl Shaeffer, cestista statunitense († 1974)
- 26 ottobre - Giuseppe Cerami, politico italiano († 1989)
- 26 ottobre - Angelo De Rossi, insegnante e pedagogista italiano († 1998)
- 26 ottobre - Mario Fondelli, ingegnere italiano († 2017)
- 26 ottobre - Francesco Giunta, storico e critico d'arte italiano († 1994)
- 26 ottobre - Tom Lewis, politico statunitense († 2003)
- 26 ottobre - Johanna Martzy, violinista ungherese († 1979)
- 26 ottobre - Antonio Mola, politico italiano († 2012)
- 27 ottobre - Alain Bombard, medico, biologo e navigatore francese († 2005)
- 27 ottobre - Lina Buffolente, fumettista italiana († 2007)
- 27 ottobre - George Wallington, pianista e compositore statunitense († 1993)
- 27 ottobre - Eugene Galanter, psicologo statunitense († 2016)
- 27 ottobre - Luigi Michele Galli, politico italiano († 2001)
- 27 ottobre - Douglas Huebler, artista statunitense († 1997)
- 27 ottobre - Alfredo Ramos Castilho, allenatore di calcio e calciatore brasiliano († 2012)
- 27 ottobre - Ronnie Taylor, direttore della fotografia inglese († 2018)
- 28 ottobre - Giorgio Brugnoli, filologo italiano († 2003)
- 28 ottobre - Antonio Creus, pilota automobilistico e pilota motociclistico spagnolo († 1996)
- 28 ottobre - Ján Karel, calciatore cecoslovacco († 2005)
- 28 ottobre - Aza Nikolić, cestista e allenatore di pallacanestro jugoslavo († 2000)
- 29 ottobre - Francesco Cubeddu, cantante italiano († 2017)
- 29 ottobre - Hal Haskins, cestista statunitense († 2003)
- 29 ottobre - Zbigniew Herbert, poeta, saggista e drammaturgo polacco († 1998)
- 29 ottobre - Danielle Mitterrand, first lady francese († 2011)
- 30 ottobre - Jacques Aubuchon, attore statunitense († 1991)
- 30 ottobre - Jean-Michel Charlier, fumettista belga († 1989)
- 30 ottobre - Hubert Curien, fisico francese († 2005)
- 30 ottobre - Pier Miranda Ferraro, tenore italiano († 2008)
- 30 ottobre - Serge Golovine, ballerino e coreografo francese († 1998)
- 30 ottobre - Willi Köchling, calciatore tedesco († 2009)
- 30 ottobre - Maria Sander, ostacolista e velocista tedesca († 1999)
- 30 ottobre - Cesare Togni, circense italiano († 2008)
- 30 ottobre - Glauco Torlontano, politico italiano († 2011)
- 30 ottobre - Giovanni Travaglini, politico e ingegnere italiano († 2020)
- 31 ottobre - Enrico Baj, pittore, scultore e saggista italiano († 2003)
- 31 ottobre - Irena Conti Di Mauro, giornalista, poetessa e scrittrice polacca († 2009)
- 31 ottobre - Giovanni Battista Stracca, ingegnere italiano († 2022)